# Запікування
Запікування — це заміна ненормативної лексики або секретної інформації звуковим сигналом (як правило, це 1000 Hz toneⓘ) на телебаченні та радіо.

## Використання

Запікування можуть використовуватися поряд з візуальною цензурою, наприклад у цій анімації, де, коли людина говорить «Оh..», а потім цензура.

Запікування використовувалося протягом багатьох років як засіб цензури телевізійних програм для видалення контенту, який не вважається придатним для «сімейного» або «денного» перегляду та особистої інформації для конфіденційності. Цензор запікування — це програмний модуль, керований вручну чи автоматичний. У деяких випадках, коли знята вимова може бути легко зрозуміла читанням по-губах, супроводжується розмиттям або написом «ЦЕНЗУРА» (анг. CENSORED) над ротом диктора.
На закритих титрах субтитрування, гудки слова зазвичай представлені фразою «[запікування]», іноді фразою «[лайка]» або «[цензура]», іноді дефісами (наприклад, -орт,----), а іноді і зірочки (наприклад, ****, ч***, ч**т, ч*рт, ч#@т або ч#@%), залишаючись незапіканими на аудіодоріжці. Там, де використовуються відкриті субтитри (як правило, в тих випадках, коли мовця не легко зрозуміти), використовується заглушення. Іноді запікування не відображається в підписах, що дозволяє бачити нередагований діалог. Іноді, можна побачити «чорну смугу» на закритих підписах звукових сигналів.
Зазвичай, запікування використовується в: документальних фільмах, радіоспектаклях, іграх тощо — оскільки сценарії драми чи комедії розроблені з урахуванням часу мовлення. На каналі Discovery запікування і розмивання надзвичайно поширене і часто використовується. У випадку з комедіями, більшість запікувань робляться для гумористичних цілей, а інші звукові ефекти можуть бути замінені для ще більшого комедійного ефекту, наприклад свист свистка, плач дитини, шум дельфіна тощо.
| Телебачення | Це незавершена стаття про телебачення. Ви можете допомогти проєкту, виправивши або дописавши її. |